# 朔方路街道
朔方路街道，是中华人民共和国宁夏回族自治区銀川市西夏区下辖的一个乡镇级行政单位。

## 行政区划
朔方路街道下辖以下地区：
正茂巷社区、宁大社区、梧桐社区、同心苑社区、玫瑰园社区、恩和巷社区、文怀社区、宁安巷社区和二一七大队社区。